# Čistá (Svitavyi járás)
Čistá település Csehországban, a Svitavyi járásban. Čistá Javorník, Trstěnice, Kukle, Karle, Benátky, Janov, Mikuleč és Litomyšl településekkel határos. Lakosainak száma 1037 fő (2024. január 1.).

## Népesség
A település lakosságának változását az alábbi diagram mutatja:
| Lakosok száma | 1667 | 1813 | 1657 | 1003 | 858  | 866  | 975  | 983  | 980  | 1037 |
|               | 1869 | 1890 | 1921 | 1950 | 1980 | 2001 | 2017 | 2019 | 2022 | 2024 |